# 무하메드 샤하트 압드 엘자와드
무하메드 샤하트 압드 엘자와드(아랍어: Muhamed Shahat Abd Eljawad, ? ~ )은 현재 비공식 이집트 최장신이다.
그는 이집트 출신으로 거인증에 걸렸으며, 2021년 3월에 아랍에미리트의 한 유튜버를 통해 비공식 이집트 최장신으로 알려졌다.
그의 키는 210cm이다.